# Фудбалска конфедерација Централне Америке и Кариба
Фудбалска конфедерација Централне Америке и Кариба (шп. Confederación Centroamericana y del Caribe de Fútbol, енгл. Football Confederation of Central America and the Caribbean) бивша Фудбалска конфедерација Централне Америке и Кариба, такође позната по свом иницијализму ФКЦАК (CCCF), била је управно тело фудбалских удружења у Централној Америци и на Карибима од 1938. до 1961. године.
Ектор Бече, председник Фудбалског савеза Костарике је био први председник организације.
Ова организација се 1961. године спојила се са Северноамеричком фудбалском конфедерацијом (НАФЦ) и формирала Конкакаф, модерно континентално управно тело за Северну Америку. Овај савез је био организатор и домаћин првенства Шампионат Централне Америке и Кариба од 1941. до 1961. 

## Земље чланице
Чланство ФКЦАК су чинили: 
- Костарика
- Куба (бивши члан NAFC)
- Курасао (као и  Холандски Антили)
- Салвадор
- Гватемала
- Хаити
- Хондурас
- Никарагва
- Панама
- Суринам

Остали тимови који су учествовали на такмичењу су:
- Аруба